# Emil Eriksson
Emil Eriksson, född 11 februari 1996 i Kumla, Sverige, är en svensk professionell ishockeyspelare som spelar för Västerviks IK, på lån från HC Dalen.

## Klubbar
- Örebro HK J20 (2013/2014–2015/2016)
- Örebro HK (2015/2016–)
- Kumla HC (2015/2016) (lån från Örebro.)
- HC Vita Hästen (2016/2017) (lån från Örebro.)